# المعهد العالي للفنون والحرف بالقيروان
أحدث المعهد العالي للفنون والحرف بالقيروان بمقتضى أحكام الفصل 07 من القانون عدد 70 لسنة 1989 المؤرخ في 28 جويلية 1989 وبالأمر عدد 1623 لسنة 2002 المؤرخ في 09 جويلية 2002. تشرف عليه وزارة التعليم العالي وهو مؤسسة عمومية للتعليم العالي بجامعة القيروان تكون الطلبة على امتداد ثلاث سنوات يتحصل الطالب اثرها على الشهادة الوطنية للإجازة التطبيقية في الفنون والحرف في أحد الاختصاصات المتوفرة بالمعهد:
- تصميم الصورة
- تصميم المنتوج
- الفنون التشكيلية

## مؤهلات الطالب عند التخرج
له تكوين شامل من حيث المعرفة بتقنيات التصميم واعداد الأنموذج ودراسة مراحل الإنجاز والاخراج:
- متمكن من دراسة المنتوج والأثاث عبر مختلف مراحله
- تسيير وحدة مراقبة الجودة والكلفة
- دراسة واعداد ملفات التصور والتصنيع
- التمكن من استعمال تطبيقات الصور الاعلامية وتوظيفها في شتى اختصاصات التصميم والابتكار
- التمكن من اليات الرسم والتجسيم لانجاز اشرطة مصورة صالحة للصحافة والكتب المصورة والبيداغوجية وأفلام الصور المتحركة
- التمكن من تقنيات النسيج الوظيفي وتزويد الطالب بمرجعيات ثقافية مع دراسة الخامات والألوان والتركيب
- التمكن من تقنيات الخزف الوظيفي والفني وتأهيل الطالب للاندماج في حلقة الإنتاج الصناعية
- دراسة تقنيات الفسيفساء والبلور وتوظيفها في الفن والصناعة.

## وصلة خارجية
- موقع المعهد العالي للفنون والحرف بالقيروان
- موقع جامعة القيروان